# Mick Hill
Mick Hill, född den 22 oktober 1964, är en brittisk före detta friidrottare som tävlade i spjutkastning.
Hills främsta merit var när han vid VM 1993 blev bronsmedaljör i med ett kast på 82,96 meter. Han blev även silvermedaljör vid EM 1998 och silvermedaljör vid Samväldesspelen 1986.
Han var i tre olympiska finaler (1992 - 2000) men blev som bäst elva. Han slutade även på fjärde plats vid VM 1997 i Aten.

## Personliga rekord
- Spjutkastning -  86,94 meter